# 沙盒类游戏
沙盒类游戏（英語：Sandbox game）是一种电子游戏类型，通常游戏地图较大，與NPC或環境的互動性强、内容多。極高的自由度是沙盒類遊戲的最大賣點，可以较为自由地探索、创造和改变游戏中的内容。很多沙盒类游戏沒有關卡和通關目標，也有一些沙盒類遊戲有线性模式的剧情關卡可供选择，但一般不强迫玩家完成指定任务或者目标。

## 例子
以下是一些沙盒游戏例子：
- Minecraft（由Mojang開發，Mojang、微軟發行，网易代理中国版）
- ROBLOX
- 動物森友會系列（由任天堂发行）
- 方舟：生存进化（由野卡工作室、Instinct Games開發）
- 盖瑞模组（由費斯龐區工作室開發，Valve發行）
- 泰拉瑞亚（由Re-logic開發，Re-logic、505游戏发行）
- 饥荒（由科雷娱乐開發）
- 星界边境（呵呵鱼工作室開發）
- 腐朽之都
- 腐朽之都2
- 侠盗猎车手系列（由Rockstar Games发行）
- 荒野大镖客系列（由Rockstar Games发行）
- 堡垒之夜
- 消逝的光芒（由Techland开发，华纳兄弟互动娱乐发行）
- 消逝的光芒2（由Techland开发）
- DayZ
- LEG10N
- Albion Online
- 奶块
- Valheim (由獨立團隊 Iron Gate Studio 所推出的生存遊戲)
- Raft (遊戲)
- Orion Sandbox Enhanced